# Yitzchak Abadi
Yitzchak Abadi (sinh ngày 12 tháng 3 năm 1933) là một Rabbi Do thái chính thống và là một Posek và là một nhà lãnh đạo nổi bật của Đạo Do Thái Chính thống ở Hoa Kỳ và trên toàn thế giới.

## Năm đầu đời
Rabbi Abadi sinh ra ở Venezuela và cùng với cha mẹ của Rabbi Abadi di chuyển đến Tiberias, Israel vào năm 2 tuổi. Sự nghiệp học hành của Rabbi Abadi bắt đầu ở Tel-Aviv, Israel và tiếp tục ở Yeshivat Chevron ở Jerusalem. Năm 19 tuổi, Rabbi Abadi được Chazon Ish gửi đến học tại Lakewood, NJ, dưới sự cai quản của Rabbi Aharon Kotler nổi tiếng .

## Sự ảnh hưởng
Rabbi Abadi là một posek, và các đệ tử của ông là rabbis trên toàn cầu thế giới. Sau cái chết của Rav Kotler, Rabbi Abadi nổi lên như một người tiên phong hàng đầu cho toàn thể cộng đồng Lakewood. Rabbi Abadi đã tự tách riêng thành lập môn phái riêng của ông vào năm 1980, mở một buổi ra mắt kollel halacha ở Lakewood. Vào năm 1993, Rabbi Abadi đã chuyển kollel của ông tới Har Nof, Jerusalem, nơi nó tiếp tục tạo ra các vị học giả được đào tạo để quyết định những câu hỏi phức tạp về halachic đụng đến mọi khía cạnh của luật Do Thái. Rabbi Abadi chuyển về Lakewood trong năm 2009.

Rav Yitzchak Abadi đang giữ Megilla của ông vào ngày lễ Purim năm 2013

## Các quyết định đáng chú ý
Do sự nổi bật tiếng tăm lẫy lừng của ông là một posek, Rabbi Abadi đã được hỏi những câu hỏi khó khăn nhất, trong đó ông đưa ra một số quyết định sáng tạo và mang đầy tính tranh cãi. Ví dụ, phán quyết của ông cho phép viết một torah sefer qua một quy trình màn hình lụa  và một phán quyết gần đây rằng tóc giả được làm bằng tóc Ấn Độ có thể được sử dụng. Rav Abadi cũng viết một phiên bản ngắn của Birkat Hamazon dựa trên Rambam và các Rishonim khác. Rav Abadi, cùng với Rabbi Ralbag của Tam giác K, là những Rabbi chính thống duy nhất xác nhận các loại thịt quốc gia của Hebrew như là thực phẩm kosher, mặc dù không phải là glatt kosher.

## Tác phẩm
Ohr Yitzchak Vol 1 
Ohr Yitzchak Vol 2
Booklet on Niddah Laws
Birkat Hamazon Hakatzar (based on the views of the Rambam and the other Rishonim)